# Holger Johansson-Jernsten
Holger Vilgot Roland Jernsten, född Johansson den 18 januari 1911 i Göteborg, död den 14 februari 1992 i Västra Frölunda församling, var en svensk fotbollsspelare (mittfältare) och fotbollstränare.

## Biografi
Holger Johansson föddes i Krokslätt och började sin fotbollsbana i Krokslätts FF. Han spelade även bandy i IF Fellows. 1931 gick han till allsvenska Gais. Enligt tidens övergångsregler blev han inte spelklar för Gais i serien förrän 16 maj 1932, då han debuterade mot Hälsingborgs IF. Han spelade sedan ytterligare två matcher för klubben under vårsäsongen 1932, och blev uttagen till landslaget redan samma sommar. Han representerade sedan Gais fram till 1940, och gjorde under denna tid 131 seriematcher och 43 mål. Han spelade två A-landskamper för Sverige 1932 och var med i Sveriges trupp till OS i Berlin 1936, dock utan att få speltid.
Efter sin aktiva karriär var han tränare/lagledare för Gais A-lag under flera omgångar, bland annat vid SM-guldet 1954, och var därefter aktiv i klubbens styrelse till 1968.

## Spelstil
Jernsten var liten, rödlätt och tunn, men var snabb och teknisk med bra dribblingsförmåga och blick för spelet. Dessutom var han en bra avslutare.